# Frédéric Pinon
Pour les articles homonymes, voir Pinon.
Frédéric Pinon, né le 22 septembre 1971 à Decize, est un rameur d'aviron français.
Il est médaillé d'argent en quatre sans barreur poids légers aux Championnats du monde d'aviron 1997 et en quatre sans barreur aux Championnats du monde d'aviron 1998. Il a deux enfants : Louis Pinon (né le 10 Janvier 2003) et Jeanne Pinon (née le 25 Novembre 2005)